# Raorchestes anili
Raorchestes anili es una especie de anfibio anuro de la familia Rhacophoridae.

## Distribución geográfica
Esta especie es endémica de Kerala en la India.

## Descripción
Raorchestes anili mide de 23 a 25 mm para los machos y unos 30 mm para las hembras. Su parte posterior es de color marrón claro con manchas irregulares de un tono más oscuro; Su vientre es gris con manchas marrones de tamaño variable; Su garganta es vermiculada de color marrón; sus patas delanteras y traseras son grisáceas.

## Etimología
Esta especie lleva el nombre en honor a Anil Zachariah.

## Publicación original
- Biju & Bossuyt, 2006: Two new species of Philautus (Anura, Ranidae, Rhacophorinae) from the Western Ghats, India. Amphibia-Reptilia, vol. 27, p. 1-9[4]